# Danilo Neco
Danilo Montecino Neco (Mirandópolis, 27 januari 1986) is een Braziliaanse voormalig voetballer die speelde als aanvaller. 

## Carrière
Neco speelde het grootste deel van zijn carrière voor de Braziliaans club Ponte Preta. In 2010 werd hij verhuurd aan het Zuid-Koreaanse Jeju United maar keerde al snel terug naar Brazilië. Van 2011 tot 2013 speelde hij voor het Russische Alania Vladikavkaz. Het seizoen erop bracht hij door bij het Kazachse Aqtöbe FK waar hij bleef tot in 2017. Hij keerde nog kort terug naar Zuid-Korea bij FC Seongnam maar stopte nog hetzelfde jaar met profvoetbal.

## Erelijst
- Supercup Kazachstan: 2014